# Thomas J. Bergersen
Thomas Jacob Bergersen (Trondheim, 4 luglio 1980) è un compositore norvegese, cofondatore del progetto musicale Two Steps from Hell, azienda produttrice di colonne sonore per film nonché gruppo musicale. Lui e Nick Phoenix, nel maggio del 2010 hanno pubblicato un album intitolato Invincible, inserendo nell'incisione alcuni dei suoi successi, tra i quali, Freedom Fighter, Moving Mountains e Heart of Courage. Nello stesso anno ha composto la colonna sonora del film The Human Experience. La colonna sonora del film è stata inserita su iTunes il 29 marzo 2011. Sempre in quell'anno ha pubblicato in suo primo singolo "Illusions".

## Album

### Illusions
Musiche di Illusion:
1. Aura 	 7:43
2. Starvation 	 4:27
3. Dreammaker 	 4:18
4. Hurt 	 1:43
5. Ocean Princess 2:53
6. Gift of Life 3:22
7. Rada 	 4:23
8. A Place in Heaven 4:16
9. Merchant Prince 2:26
10. Promise 	 4:59
11. Femme Fatale 4:12
12. Homecoming 	 2:57
13. Immortal 	 4:08
14. Remember Me 4:30
15. Sonera 	 5:37
16. Reborn 	 3:53
17. Age of Gods 2:30
18. Illusions 	 8:02
19. Soulseeker 	 3:16

### Sun
1. Before Time
2. Creation of Earth
3. Sun
4. Cry
5. Our Destiny
6. New Life
7. Final Frontier
8. Starchild
9. Colors of Love
10. Cassandra
11. Always Mine
12. Dragonland
13. Fearless
14. Empire of Angels
15. Two Hearts
16. In Paradisum